# منقارسوسمار
منقارسوسمار (نام علمی: Rhamphosuchus) نام یک سرده از تیره تمساح‌پوزه‌باریکان است.